# Alec Stock
Alec Stock (ur. 30 marca 1917, zm. 16 kwietnia 2001), piłkarz oraz menedżer angielski, związany z klubami takimi jak Yeovil Town, Queens Park Rangers, Luton Town czy Fulham FC. Zmarł po ciężkiej chorobie w swoim domu, w Wimborne.

## Początki
Urodził się w Peasedown St. John, wiosce w południowo-zachodniej Anglii. Jego ojciec był górnikiem i pracował w niedalekiej kopalni w Radstock. Po generalnym strajku klasy górniczej w 1926 roku, jego rodzina przeniosła się na wschód kraju do Dartford, w hrabstwie Kent. Stock dostał wówczas stypendium, alternatywne wyjście dla edukacji w lokalnej szkole. Nie zaczynał kariery sportowej jako piłkarz, uprawiał bowiem inne popularne sporty w Anglii, rugby (jako łącznik ataku) i krykiet. Jego marzeniem było zresztą grać w krykietowej drużynie Somerset z jego rodzinnego hrabstwa. Poważnie zaczął grać w piłkę nożną jako nastolatek, w malutkiej drużynie z sąsiedniego Wilmington, a następnie w ekipie Redhill z sąsiedniego hrabstwa Sussex. Grał tam jako środkowy napastnik. Następnie dołączył do amatorskiej drużyny słynnego Tottenhamu Hotspur. Grę dla wielkiego klubu łączył z pracą w banku. W jednej z gier kontrolnych Stock strzelił hat-trick, czego świadkiem był ówczesny menedżer Charltonu Athleltic, Jimmy Seed, który sprowadził dziewiętnastolatka do południowo-wschodniego Londynu. W Charltonie Alec Stock podpisał swój pierwszy profesjonalny kontrakt, w 1936 roku. Przez dwa lata nie mógł się jednak przebić do pierwszego zespołu „The Addicks” i trafił do ekipy lokalnego rywala, Queens Park Rangers, dla których zagrał 30 gier w lidze. Niebawem napastnikowi przytrafiła się kontuzja kostki, a niedługo potem wybuchła II wojna światowa.

## II wojna światowa
Podczas wojny Stock kilka razy awansował stopniem. Jak potem mówił – „w tych czasach wykorzystywał boiskową umiejętność przywództwa”. W 1944 roku, został ciężko ranny w bitwie pod Caen we Francji. Czołg, którym dowodził, został wysadzony w powietrze, a wiele kawałków szrapnelu utkwiło w jego ciele, część aż do śmierci. Wojna dla młodego sportowca była w tym momencie skończona. Stock został przewieziony do Walii w celu rekonwalescencji pod okiem żony, Marjorie, którą poślubił rok wcześniej.

## Kariera menedżerska

### Yeovil Town
Do klubu z Huish Park Stock trafił trochę przypadkowo. Jego żona przyciągnęła jego uwagę na pewien artykuł w Daily Herald. Yeovil Town szukał akurat kandydatów na funkcję grającego menedżera. Szczęśliwie, Stock został wybrany spośród ponad sześćdziesięciu chętnych. Pierwszy godny zanotowania wynik Anglik osiągnął w swoim drugim sezonie pracy (1946-1947), kończąc sezon amatorskiej Ligi Południowej na czwartym miejscu. Młody menedżer został jednak głównie zapamiętany w Yeovil z powodu niezwykłego sezonu 1948-1949. Wówczas popularni „The Glovers” dotarli do piątej rundy Pucharu Anglii, pokonując po drodze słynny Sunderland 2-1. Mecz z Sunderlandem był zarazem dopiero drugim w historii piłki angielskiej, w którym niesklasyfikowany zespół pokonał ekipę grającą wówczas kluczową rolę w rozgrywkach krajowych. Stock ukoronował ten niezapomniany mecz także swoją bramką, a w końcówce meczu, przy korzystnym stanie dla jego drużyny, powiedział pamiętne słowa na Huish, „który teraz stchórzy, panowie, wylatuje”. Poza dokonaniami w najstarszych rozgrywkach świata, drużyna z Yeovil w tym samym sezonie doszła do finału Pucharu Ligi Południowej. Następny sezon Stock rozpoczął zdobyciem 10 punktów w czterech meczach, po czym niespodziewanie przyjął ofertę zespołu Leyton Orient. Tak też skończył się jeden z ważniejszych rozdziałów w historii Yeovil Town.

### Lata 50.
Z ekipą „O’s” Stock dwukrotnie doszedł w rozgrywkach Pucharu Anglii dalej, niż w przypadku jego pracy w Yeovil. Uczynił to w niewielkim odstępie, za każdym razem kończąc na szóstej rundzie (ćwierćfinałach). O ile porażka w 1952 roku z Arsenalem była wkalkulowana, to przegraną z Port Vale dwa lata później Stock skwitował dosadnie – „moje największe piłkarskie rozczarowanie”. W sezonie 1955-1956 niespełna czterdziestoletni menedżer poprowadził drużynę z Brisbane Road do tytułu mistrza Third Division. Tak też zakończyła się przygoda Stocka z Leyton Orient. W przeciągu następnego półrocza zdążył jeszcze krótko prowadzić dwie wielkie piłkarskie firmy, najpierw pechowy dla jego byłego klubu Arsenal, a potem włoski klub AS Romę. Latem 1959 roku powrócił do Londynu, z zadaniem poprowadzenia klubu jego dawnych lat – Queens Park Rangers.

### Queens Park Rangers
Ekipa Rangersów miała akurat za sobą bardzo ciężki sezon, szczęśliwie unikając relegacji do czwartej dywizji. Stockowi trafiła się więc niezwykle trudna posada, szybko jednak zyskał sympatię zarówno fanów, jak i swoich piłkarzy. Pierwszym krokiem w tym kierunku był letni transfer Briana Bedforda z Bournemouth. Bedford w ciągu sześciu lat zdobył 170 bramek dla QPR, umieszczając się w czołówce najlepszych strzelców w historii tego zespołu. Drużyna Stocka szybko zapomniała o problemach zeszłego sezonu, stale lawirując po górnej połówce tabeli podczas pierwszych kilku sezonów Stocka w Londynie. W drugim sezonie pracy Anglika na Loftus Road Rangersi ustanowili nawet najwyższe ligowe zwycięstwo w swojej historii, pokonując u siebie Tranmere 9-2. Parę lat później pięknie grający QPR wyśrubował kolejny rekord, strzelając w sezonie 111 bramek.
Celem Stocka był jednak z pewnością awans do wyższej klasy rozgrywkowej. Awans, który przyszedł pod koniec pracy 50-latka na Loftus Road. Sezon 1966-1967 przyniósł nie tylko upragniony tytuł Third Division, zresztą drugi już w karierze menedżerskiej Stocka, ale także Puchar Ligi Angielskiej. W finale na Wembley ekipa Rangersów pokonała West Bromwich Albion, wychodząc ze stanu 0-2 na zwycięstwo 3-2. Kolejny sezon, już w drugiej dywizji, przyniósł beniaminkowi z Londynu kolejny awans, tym razem do First Division, bezpośredniego zaplecza Premier League. Stock po tym sezonie odszedł z Loftus Road (1968), ale na pewno na trwałe wpisał się w historię popularnych „Super Hoops”. Odszedł do Luton Town.

### Ostatnie sukcesy
Coraz bardziej pogarszające się zdrowie Stocka (był astmatykiem) nie przeszkodziło mu w prowadzeniu następnych klubów. W latach 1968–1972 prowadził ekipę z Luton, z którą zdobył swój trzeci tytuł mistrza Third Division. Nie zawiódł także na Craven Cottage, gdzie przez kolejne cztery sezony pełnił funkcję menedżera Fulham, lokalnego rywala jego Rangersów. The Cottagers pod jego wodzą osiągnęli swój największy sukces na krajowych boiskach, docierając do finału Pucharu Anglii w 1975 roku. Tym razem jednak Wembley nie było szczęśliwe dla Stocka (przegrana 0-2 z West Hamem), który odszedł z Londynu w grudniu 1976 roku, w związku z przejęciem klubu przez nowego właściciela. Potem na krótko Stock prowadził jeszcze Bournemouth, zaś ostatni epizod jako menedżer zaliczył w 1978 roku, będąc tymczasowym menedżerem-opiekunem Queens Park Rangers.